# 巴布亚柏松属
巴布亚柏松属（学名：Papuacedrus）是柏科的一属。

## 下属物种
本属包括以下物种：
- Papuacedrus australis Hill & Carpenter, 1989
- 巴布亚柏松 Papuacedrus papuana (F.Muell.) H.L.Li